# Décès en mars 2013
Décès
- 2009
- 2010
- 2011
- 2012
- 2013
- 2014
- 2015
- 2016
- 2017

Pour une information complémentaire, voir la page d'aide.

| Date     | Nom                                 | Activités | Âge      | Source     |
| -------- | ----------------------------------- | --- | -------- | ---------- |
| 1er mars | Jewel Akens                         | Chanteur et producteur de musique américain.                                                                                                | 79       | (en)       |
| 1er mars | Campbell Armstrong                  | Écrivain et dramaturge écossais. | 69       | (en)       |
| 1er mars | Bonnie Franklin                     | Actrice américaine (Au fil des jours). | 69       | (en)       |
| 1er mars | Sammy Guillen (en)                  | Joueur de cricket trinidadien et néo-zélandais, international à la fois pour les Indes occidentales et la Nouvelle-Zélande.                 | 88       | (en)       |
| 1er mars | Magic (en)                          | Rappeur américain | 44       | (en)       |
| 1er mars | Richard Menello (en)                | Scénariste de films et réalisateur de clips américain.                                                                                      | 60       | (en)       |
| 1er mars | Rafael Puyana                       | Claveciniste colombien. | 81       |            |
| 1er mars | Don Scott                           | Boxeur mi-lourd britannique, médaillé olympique en 1948, vainqueur des Jeux de l'Empire britannique de 1950.                                | 84       | (en)       |
| 1er mars | Gabriel Vanel                       | Archevêque français, archevêque émérite d'Auch                                                                                              | 88       |            |
| 1er mars | Ludwig Zausinger (es)               | Footballeur allemand. | 84       | (de)       |
| 2 mars   | Jimmy Jackson (en)                  | Footballeur écossais. | 81       | (en)       |
| 2 mars   | Eriya Kategaya                      | Homme politique ougandais, Vice-Premier ministre et ministre des Affaires Est-africaines.                                                   | 67       | (en)       |
| 2 mars   | Yórgos Kolokythás                   | Basketteur international grec. | 67       | (el)       |
| 2 mars   | Chantal Lanvin                      | Peintre française. | 83       |            |
| 2 mars   | Bryce Rope (en)                     | Entraîneur néo-zélandais de rugby à XV, entraîneur des All-Blacks.                                                                          | 90       | (en)       |
| 2 mars   | Hans Schnitger (en)                 | Joueur de hockey sur gazon néerlandais, médaillé olympique en 1936.                                                                         | 97       | (nl)       |
| 2 mars   | Shabnam Shakeel                     | Poète et écrivain pakistanaise. | 70       | (en)       |
| 2 mars   | Bjørn Skau (en)                     | Homme politique norvégien. | 85       | (no)       |
| 3 mars   | Rik De Saedeleer (en)               | Footballeur et commentateur sportif belge.                                                                                                  | 89       |            |
| 3 mars   | Luis Alberto Cubilla                | Footballeur international uruguayen puis entraîneur.                                                                                        | 72       |            |
| 3 mars   | Mohamed Dahrouch                    | Dramaturge et metteur en scène marocain. | 84       |            |
| 3 mars   | Christian Fossier                   | Dessinateur, graveur et peintre français.                                                                                                   | 69       |            |
| 3 mars   | Plamen Goranov (en)                 | Activiste politique bulgare, suicide par auto-immolation.                                                                                   | 36       | (en)       |
| 3 mars   | Müslüm Gürses                       | Chanteur turc. | 59       | (en)       |
| 3 mars   | Danie G. Krige                      | Ingénieur minier, géostaticien et universitaire sud-africain, inventeur de la technique du krigeage.                                        | 93       | (en)       |
| 3 mars   | Pierre Pellerin                     | Professeur de médecine français. | 89       |            |
| 3 mars   | Bobby Rogers                        | Chanteur et auteur-compositeur américain, membre du groupe The Miracles.                                                                    | 73       |            |
| 3 mars   | José Sancho                         | Acteur espagnol. | 68       | (es)       |
| 3 mars   | Song Wenfei                         | Actrice chinoise. | 27       | (en)       |
| 4 mars   | Seki Matsunaga                      | Footballeur international japonais. | 84       |            |
| 4 mars   | Michael D. Moore (en)               | Assistant réalisateur américain. | 98       | (en)       |
| 4 mars   | George Petherbridge (en)            | Footballeur anglais. | 85       | (en)       |
| 4 mars   | Jérôme Savary                       | Acteur, metteur en scène, directeur de théâtre et d'opéra français.                                                                         | 70       |            |
| 4 mars   | Hobart Muir Smith                   | Herpétologiste américain. | 100      | (en)       |
| 4 mars   | Fran Warren                         | Actrice et chanteuse américaine. | 87       | (en)       |
| 5 mars   | Paul Bearer                         | Manager américain de catch. | 58       | (en)       |
| 5 mars   | Hugo Chávez                         | Homme politique vénézuélien. | 58       |            |
| 5 mars   | Calvin Fowler                       | Basketteur américain, champion olympique en 1968.                                                                                           | 73       | (en)       |
| 5 mars   | Duane Gish                          | Biochimiste américain, figure de proue du créationnisme.                                                                                    | 92       | (en)       |
| 5 mars   | Francis Lemaire                     | Acteur belgo-français. | 76       |            |
| 5 mars   | Gorō Naya                           | Acteur japonais, spécialiste du seiyū. | 83       | (en)       |
| 5 mars   | Dawn Clark Netsch                   | Femme politique et professeur de droit américaine.                                                                                          | 86       | (en)       |
| 5 mars   | Dieter Pfaff (en)                   | Acteur et réalisateur allemand. | 65       | (de)       |
| 5 mars   | Rajasulochana                       | Actrice et danseuse indienne. | 77       | (en)       |
| 5 mars   | Robert Relyea                       | Producteur de cinéma américain. | 82       | (en)       |
| 5 mars   | Melvin Rhyne                        | Organiste de jazz américain. | 76       | (en)       |
| 5 mars   | Tove Wallenstrøm                    | Actrice danoise. | 98       | (en)       |
| 5 mars   | Wladyslaw Znorko                    | Auteur et metteur en scène français de théâtre.                                                                                             | 55       |            |
| 6 mars   | Dave Bewley (en)                    | Footballeur anglais (Watford). | 92       | (en)       |
| 6 mars   | Chorão                              | Chanteur brésilien. | 42       | (en)       |
| 6 mars   | Tom Connors                         | Auteur-compositeur-interprète canadien de musique folk et country (OC).                                                                     | 77       | (en)       |
| 6 mars   | Dick Graham (en)                    | Footballeur puis entraîneur anglais (Crystal Palace, Colchester United) (décès confirmé à cette date).                                      | 90       | (en)       |
| 6 mars   | Abdul Jalil                         | Homme politique bangladais. | 74       | (en)       |
| 6 mars   | Alvin Lee                           | Musicien anglais, guitariste et leader de Ten Years After.                                                                                  | 68       |            |
| 6 mars   | Daniel Pandini                      | Peintre français. | 74       |            |
| 6 mars   | Andreï Panine                       | Acteur et réalisateur russe (décès annoncé à cette date).                                                                                   | 50       | (en)       |
| 6 mars   | Ward de Ravet                       | Acteur belge (Mira). | 88       | (nl)       |
| 6 mars   | Paul Silvani                        | Journaliste et historien corse. | 85       |            |
| 7 mars   | Kenny Ball                          | Trompettiste, chef d'orchestre et chanteur de jazz britannique.                                                                             | 82       |            |
| 7 mars   | Peter Banks                         | Guitariste anglais, ancien membre fondateur de Yes.                                                                                         | 65       | (en)       |
| 7 mars   | Giuliano Bignasca                   | Homme politique suisse, président de la Ligue des Tessinois, ancien conseiller national.                                                    | 67       |            |
| 7 mars   | Sabine Bischoff                     | Escrimeuse allemande, championne olympique par équipe en 1984 en fleuret.                                                                   | 54       | (de)       |
| 7 mars   | Sybil Christopher                   | Actrice galloise, première épouse de Richard Burton.                                                                                        | 83       | (en)       |
| 7 mars   | Didier Comès                        | Dessinateur et scénariste de bande dessinée belge.                                                                                          | 70       |            |
| 7 mars   | Édith Côté                          | Infirmière et professeure québécoise. | 65-66    |            |
| 7 mars   | Damiano Damiani                     | Réalisateur italien. | 90       |            |
| 7 mars   | Stan Keery (en)                     | Footballeur anglais (Shrewsbury Town, Newcastle United, Mansfield Town, Crewe Alexandra).                                                   | 81       | (en)       |
| 7 mars   | Claude King                         | Chanteur et auteur-compositeur américain de musique country (Wolverton Mountain).                                                           | 90       | (en)       |
| 7 mars   | Jan Zwartkruis                      | Entraîneur de football néerlandais, ancien sélectionneur de l'équipe des Pays-Bas (1976-1981).                                              | 87       |            |
| 8 mars   | Haseeb Ahsan (en)                   | Joueur de cricket international pakistanais.                                                                                                | 73       | (en)       |
| 8 mars   | Hartmut Briesenick                  | Lanceur de poids est-allemand, médaillé olympique en 1972.                                                                                  | 63       | (de)       |
| 8 mars   | Ricardo da Force (en)               | Chanteur anglais de dance, collaborateur de The KLF, MARRS et N-Trance.                                                                     | 45       | (nl)       |
| 8 mars   | Jürg Marmet                         | Alpiniste suisse, membre de la seconde expédition victorieuse de l'Everest en 1956.                                                         | 85       |            |
| 8 mars   | John O'Connell                      | Homme politique irlandais, ancien Ceann Comhairle, ministre de la santé et député européen.                                                 | 83       | (en)       |
| 8 mars   | Kai Pahlman                         | Footballeur international finlandais (56 sélections, 13 buts) puis entraîneur (HPS, HJK, Reipas Lahti).                                     | 77       | (fi)       |
| 8 mars   | Charles Thurstan Shaw               | Archéologue britannique. | 98       | (en)       |
| 8 mars   | Ewald-Heinrich von Kleist-Schmenzin | Officier allemand, dernier survivant du Complot du 20 juillet 1944 contre Adolf Hitler.                                                     | 90       | (de)       |
| 9 mars   | Max Jakobson                        | Journaliste et diplomate finlandais. | 89       | (en)       |
| 9 mars   | Joachim Stachuła (es)               | Footballeur international polonais (Śląsk Wrocław, Zagłębie Wałbrzych).                                                                     | 73       | (pl)       |
| 10 mars  | Jim Anderson                        | Hockeyeur puis entraîneur canadien. | 82       | (en)       |
| 10 mars  | Maurice Delarue                     | Journaliste français. | 93       |            |
| 10 mars  | Jacques Dupont                      | Réalisateur français (La Passe du diable, Les Distractions).                                                                                | 91       |            |
| 10 mars  | Emilio Eiroa                        | Homme politique et avocat espagnol, fondateur du Parti aragonais, président des Cortes d'Aragon et Président d'Aragon.                      | 77       | (es)       |
| 10 mars  | František Gregor (en)               | Joueur de hockey tchèque, médaillé olympique en 1964 avec la Tchécoslovaquie.                                                               | 74       | (cs)       |
| 10 mars  | Georgette Plana                     | Chanteuse française. | 95       |            |
| 10 mars  | Lilian de Suède                     | Princesse de Suède. | 97       |            |
| 10 mars  | Adalin Wichman                      | Sculptrice américaine. | 91       | (en)       |
| 10 mars  | Masao Yamaguchi                     | Anthropologue japonais. | 81       | (en)       |
| 11 mars  | Martin Bormann junior               | Théologien allemand, par ailleurs fils de Martin Bormann et filleul d'Adolf Hitler.                                                         | 82       | (de)       |
| 11 mars  | Doug Christie                       | Avocat et homme politique canadien, leader du Western Block Party.                                                                          | 66       | (en)       |
| 11 mars  | Simón Alberto Consalvi              | Diplomate, journaliste, historien et homme politique vénézuélien, ancien ministre de l'Intérieur, de la Justice et des Affaires étrangères. | 85       | (es)       |
| 11 mars  | Florian Siwicki (en)                | Général et homme politique polonais, ancien ministre de la Défense.                                                                         | 88       | (pl)       |
| 11 mars  | Charles Tamboueon                   | Joueur et entraîneur de football français                                                                                                   | 73       |            |
| 11 mars  | Boris Vassiliev                     | Écrivain russe. | 88       |            |
| 12 mars  | Clive Burr                          | Musicien (batteur) anglais (Iron Maiden, Trust).                                                                                            | 56       |            |
| 12 mars  | Robert Castel                       | Sociologue français. | 79       |            |
| 12 mars  | Michael Grigsby                     | Réalisateur britannique de films documentaires.                                                                                             | 76       | (en)       |
| 12 mars  | Teresa Mattei                       | Femme politique italienne, dernière survivante de l'Assemblée constituante de la République italienne.                                      | 92       | (it)       |
| 13 mars  | Léon Deladerrière                   | Footballeur international puis entraineur français (FC Nancy, Toulouse FC, FC Mulhouse).                                                    | 85       |            |
| 13 mars  | Francis Lax                         | Acteur français. | 82       |            |
| 13 mars  | Sir Tore Lokoloko                   | Homme politique papouan-néo-guinéen, ancien gouverneur général de Papouasie-Nouvelle-Guinée.                                                | 82       | (en)       |
| 13 mars  | Akio Johnson Mutek                  | Prélat catholique sud-soudanais | 55       |            |
| 13 mars  | Gerard Sithunywa Ndlovu             | Prélat catholique sud-africain | 74       |            |
| 13 mars  | Władysław Stachurski (es)           | Footballeur international (Legia Varsovie) puis entraîneur polonais (Legia Varsovie, Widzew Łódź, Équipe de Pologne de football).           | 85       | (pl)       |
| 13 mars  | Malachi Throne                      | Acteur américain. | 84       | (en)       |
| 14 mars  | Youssouf Aptidon Darar              | Militaire et homme politique djiboutien. | 91 ou 92 |            |
| 14 mars  | Frédéric Graziani                   | Acteur, réalisateur et scénariste français.                                                                                                 | 52       |            |
| 14 mars  | Jack Greene                         | Chanteur américain de musique country. | 83       | (en)       |
| 14 mars  | Mirja Hietamies                     | Skieuse (fondeuse) finlandaise, championne olympique en 1956.                                                                               | 82       | (fi)       |
| 14 mars  | François Narmon                     | Homme d'affaires belge. | 79       | (en)       |
| 14 mars  | Paul Rose                           | Activiste politique québécois (Front de libération du Québec, Crise d'Octobre).                                                             | 69       |            |
| 14 mars  | Ieng Sary                           | Homme politique cambodgien et dirigeant khmer rouge, ancien ministre des Affaires étrangères.                                               | 87       |            |
| 14 mars  | Harry Thomson (en)                  | Footballeur (gardien de but) écossais (Burnley, Blackpool).                                                                                 | 72       | (en)       |
| 15 mars  | Booth Gardner                       | Homme politique américain (démocrate), gouverneur de Washington.                                                                            | 76       | (en)       |
| 15 mars  | Hardrock Gunter                     | Musicien (chanteur, guitariste) et auteur-compositeur américain, un des précurseurs du rock.                                                | 88       | (en)       |
| 15 mars  | Terry Lightfoot (en)                | Clarinettiste britannique de jazz. | 77       | (en)       |
| 15 mars  | Masamichi Noro                      | Aïkidoka japonais, fondateur du Kinomichi.                                                                                                  | 78       | (en)       |
| 15 mars  | Dante Rossi                         | Joueur de water-polo italien, champion olympique en 1960.                                                                                   | 76       | (it)       |
| 15 mars  | Peter Worsley                       | Sociologue et anthropologue social britannique.                                                                                             | 88       | (en)       |
| 15 mars  | Felipe Zetter                       | Footballeur international mexicain. | 89       | (es)       |
| 16 mars  | José Alfredo Martínez de Hoz (en)   | Homme politique argentin, ancien ministre de l'Économie.                                                                                    | 87       | (es)       |
| 16 mars  | Jason Molina                        | Chanteur américain. | 39       |            |
| 16 mars  | Jamal Nazrul Islam (en)             | Physicien bangladais, spécialiste de physique mathématique et de cosmologie.                                                                | 74       | (en)       |
| 16 mars  | Yadier Pedroso                      | Joueur de baseball international cubain, champion du monde 2005 et médaillé olympique 2008.                                                 | 26       | (en)       |
| 16 mars  | Bobby Smith                         | Chanteur américain de rhythm and blues, membre des Spinners.                                                                                | 76       | (en)       |
| 16 mars  | Marina Solodkin                     | Femme politique israélienne, membre de la Knesset.                                                                                          | 60       | (is)       |
| 16 mars  | Frank Thornton                      | Acteur anglais (Last of the Summer Wine).                                                                                                   | 92       | (en)       |
| 17 mars  | Rudolf Battěk (en)                  | Homme politique et sociologue tchèque. | 88       | (cs)       |
| 17 mars  | Rosine Delamare                     | Costumière française, nommée aux Oscars des meilleurs costumes en 1954 (Madame de...).                                                      | 101      |            |
| 17 mars  | André Fontaine                      | Journaliste et historien français. | 91       |            |
| 17 mars  | Mitchell Hooks (en)                 | Artiste et illustrateur américain (affiche du film James Bond 007 contre Dr No).                                                            | 89       | (en)       |
| 17 mars  | Jean-Noël Lavoie                    | Homme politique canadien québécois, président de l'Assemblée nationale du Québec.                                                           | 85       |            |
| 17 mars  | Olivier Metzner                     | Avocat français. | 63       |            |
| 17 mars  | François Sermon                     | Footballeur international (9 sélections, 2 buts) belge (Anderlecht).                                                                        | 89       | (nl)       |
| 18 mars  | Henry Bromell                       | Scénariste et producteur américain. | 65       | (en)       |
| 18 mars  | Ali İhsan Karayiğit (es)            | Footballeur international turc (Beşiktaş).                                                                                                  | 86       | (en)       |
| 18 mars  | Olivier Philip                      | Haut fonctionnaire français. | 87       |            |
| 18 mars  | Albert Pipet                        | Écrivain et historien français, spécialiste de la Bataille de Normandie.                                                                    | 87       |            |
| 18 mars  | Mary Ellen Rudin                    | Mathématicienne américaine, spécialiste de topologie.                                                                                       | 88       | (en)       |
| 18 mars  | Robin M. Williams (en)              | Mathématicien néo-zélandais, participant au Projet Manhattan (CB, CBE).                                                                     | 93       | (en)       |
| 19 mars  | Ryan Birch (en)                     | Judoka britannique, champion d'Europe 1994 en -78 kg.                                                                                       | 42       | (en)       |
| 19 mars  | Henry Bromell                       | Scénariste, producteur et réalisateur américain (Homeland).                                                                                 | 66       | (en)       |
| 19 mars  | Eyvind Fjeld Halvorsen              | Philologue norvégien, ancien président du Conseil de la langue norvégienne.                                                                 | 90       | (no)       |
| 19 mars  | Holger Juul Hansen                  | Acteur danois (Matador, L'Hôpital et ses fantômes).                                                                                         | 88       | (da)       |
| 19 mars  | Michel-Georges Micberth             | Éditeur, pamphlétaire et écrivain français.                                                                                                 | 67       |            |
| 19 mars  | Seijin Noborikawa                   | Chanteur japonais, maître de musique d'Okinawa, chanteur de min'yō.                                                                         | 80       | (ja)       |
| 19 mars  | Bud Palmer                          | Basketteur américain (Knicks de New York) puis commentateur sportif.                                                                        | 91       | (en)       |
| 19 mars  | David Parland (en)                  | Guitariste de heavy metal suédois, fondateur de Dark Funeral, Necrophobic et Infernal (en).                                                 | 42       | (en)       |
| 19 mars  | Irina Petrescu                      | Actrice roumaine. | 71       | (ro)       |
| 19 mars  | Harry Reems                         | Acteur américain de film pornographique (Gorge profonde, The Devil in Miss Jones).                                                          | 65       | (en)       |
| 20 mars  | Eddie Bond (en)                     | Chanteur et guitariste américain, figure de proue du rockabilly.                                                                            | 79       | (en)       |
| 20 mars  | Nasser El Sonbaty (en)              | Culturiste professionnel allemand. | 47       | (en)       |
| 20 mars  | James Herbert                       | Écrivain britannique, spécialisé dans la littérature d'horreur (OBE).                                                                       | 69       | (en)       |
| 20 mars  | Vasile Ianul (es)                   | Footballeur international roumain puis entraîneur et président de club (Dinamo Bucarest, Politehnica Iași).                                 | 68       | (ro)       |
| 20 mars  | George Lowe                         | Alpiniste néo-zélandais, dernier survivant de la 1re expédition victorieuse de l'Everest en 1953 (OBE).                                     | 89       | (en)       |
| 20 mars  | Zillur Rahman                       | Homme politique bangladais, 19e président de la république populaire du Bangladesh.                                                         | 84       |            |
| 20 mars  | Stefano Simoncelli                  | Escrimeur italien, médaillé olympique en 1976 (Fleuret).                                                                                    | 66       | (it)       |
| 20 mars  | Risë Stevens                        | Mezzo-soprano américaine. | 99       | (en)       |
| 20 mars  | Jack Stokes (en)                    | Animateur anglais, créateur des animations du film Yellow Submarine.                                                                        | 92       | (en)       |
| 20 mars  | Calvert Watkins (en)                | Linguiste et universitaire (Harvard, UCLA) américain.                                                                                       | 80       | (en)       |
| 21 mars  | Chinua Achebe                       | Écrivain (romancier et poète) nigérian d'expression anglophone (Le monde s'effondre).                                                       | 82       |            |
| 21 mars  | Mohamed Saïd Ramadân al Boutî       | Écrivain, théologien et prédicateur musulman syrien, tué pendant la guerre civile syrienne.                                                 | 84       |            |
| 21 mars  | Angus Carmichael (en)               | Footballeur écossais (Queen's Park Football Club), sélectionné pour la Grande-Bretagne aux JO de 1948.                                      | 87       | (en)       |
| 21 mars  | Ernest Chapman                      | Rameur (aviron) australien, médaillé olympique en 1952 (OAM).                                                                               | 86       | (en)       |
| 21 mars  | Yvan Ducharme                       | Acteur et humoriste canadien. | 75       |            |
| 21 mars  | Kees Koster                         | Informaticien néerlandais, un des concepteurs du langage de programmation Algol 68.                                                         | 69       | (nl)       |
| 21 mars  | Ludwig Leitner                      | Skieur alpin allemand, champion du monde de combiné 1964.                                                                                   | 73       | (de)       |
| 21 mars  | Pietro Mennea                       | Athlète (sprinteur) italien, champion olympique du 200 m en 1980.                                                                           | 60       |            |
| 21 mars  | Jörgen Ohlin (es)                   | Footballeur suédois (Malmö FF). | 75       | (sv)       |
| 21 mars  | Aníbal Paz                          | Footballeur (gardien de but) international (22 sélections) uruguayen (Nacional).                                                            | 95       | (es)       |
| 21 mars  | Giancarlo Zagni                     | Réalisateur, scénariste et assistant réalisateur italien, collaborateur régulier de Luchino Visconti.                                       | 86       | (it)       |
| 22 mars  | Pietro Adonnino                     | Homme politique italien. | 83       | (en)       |
| 22 mars  | Arthur Charles                      | Homme politique français. | 93       |            |
| 22 mars  | Gerardo Gandini                     | Compositeur argentin. | 76       |            |
| 22 mars  | Fred Jones (en)                     | Footballeur gallois (Hereford United, Brighton & Hove Albion, Swindon Town, Grimsby Town, Reading).                                         | 75       | (en)       |
| 22 mars  | Jim Lloyd                           | Boxeur britannique, médaillé olympique en 1960 (Poids welters).                                                                             | 73       | (en)       |
| 22 mars  | Christa Speck                       | Mannequin et actrice germano-américaine, playmate de l'année en 1962.                                                                       | 70       | (en)       |
| 22 mars  | Bebo Valdés                         | Pianiste et compositeur cubain. | 94       | (en)       |
| 22 mars  | Ray Williams                        | Basketteur américain (Knicks de New York).                                                                                                  | 58       | (en)       |
| 23 mars  | Boris Berezovsky                    | Homme d'affaires et homme politique russe.                                                                                                  | 67       |            |
| 23 mars  | Joe Weider                          | Personnalité du monde du culturisme américano-canadien, fondateur du concours Mr. Olympia, éditeur des magazines Muscle & Fitness et Flex.  | 92       |            |
| 24 mars  | Barbara Anderson                    | Écrivaine néo-zélandaise. | 86       | (en)       |
| 24 mars  | Jo Inge Bjørnebye (en)              | Sauteur à ski norvégien, par ailleurs père du footballeur Stig Inge Bjørnebye.                                                              | 66       | (no)       |
| 24 mars  | Čestmír Císař (en)                  | Homme politique et diplomate tchèque, figure du Printemps de Prague.                                                                        | 93       |            |
| 24 mars  | Mariana Drăgescu                    | Aviatrice roumaine, pilote de guerre pendant la Seconde Guerre mondiale.                                                                    | 100      | (ro)       |
| 24 mars  | Derek Leaver (en)                   | Footballeur anglais (Blackburn Rovers, AFC Bournemouth, Crewe Alexandra).                                                                   | 82       | (en)       |
| 24 mars  | Inge Lønning (en)                   | Théologien, universitaire et homme politique norvégien, député et recteur de l'Université d'Oslo.                                           | 75       | (no)       |
| 24 mars  | Gouri Marchuk                       | Scientifique russe, président de l'Académie russe des sciences (Prix d'État de l'URSS, Prix Demidoff, Médaille Lomonossov).                 | 87       | (ru)       |
| 24 mars  | Paolo Ponzo (en)                    | Footballeur italien (Cesena, Reggiana 1919, Modène FC, Spezia Calcio).                                                                      | 41       | (it)       |
| 24 mars  | Deke Richards                       | Auteur-compositeur et réalisateur artistique américain, notamment des premières chansons des Jackson 5 (I Want You Back, ABC).              | 68       | (en)       |
| 24 mars  | Pierre Schneider                    | Historien d'art franco-américain | 87       | (fr) (en). |
| 25 mars  | Thierry Aprile                      | Historien français. | 52       |            |
| 25 mars  | Franck-Olivier Bonnet               | Acteur belge. | 66       |            |
| 25 mars  | Jean-Marc Roberts                   | Éditeur et écrivain français. | 61       |            |
| 26 mars  | Léonce Bernard                      | Homme politique canadien, lieutenant-gouverneur de l'Île-du-Prince-Édouard.                                                                 | 49       | (en)       |
| 26 mars  | Juan García Díaz (en)               | Footballeur espagnol (Córdoba CF, UD Puertollano).                                                                                          | 72       | (es)       |
| 26 mars  | Krzysztof Kozłowski (en)            | Homme politique et journaliste polonais (ministre de l'Intérieur en 1990).                                                                  | 81       | (pl)       |
| 26 mars  | Martyl Langsdorf (en)               | Artiste américaine, créatrice de la représentation de l'Horloge de la fin du monde.                                                         | 96       | (en)       |
| 26 mars  | Nikola Mladenov                     | Journaliste et éditeur de presse macédonien.                                                                                                | 49       | (en)       |
| 26 mars  | Don Payne                           | Scénariste, écrivain et producteur américain (Les Simpson, Thor).                                                                           | 49       |            |
| 26 mars  | Youri Roudov                        | Escrimeur russe, champion olympique en 1960 (fleuret par équipe).                                                                           | 82       | (ru)       |
| 26 mars  | Jerzy Wyrobek (es)                  | Footballeur international puis entraîneur polonais (Ruch Chorzów, SC Paderborn 07, Zagłębie Lubin).                                         | 63       | (pl)       |
| 27 mars  | Hjalmar Andersen                    | Patineur de vitesse norvégien, triple champion olympique en 1952.                                                                           | 90       |            |
| 27 mars  | Yvonne Brill                        | Scientifique canadienne (National Medal of Technology and Innovation, National Inventors Hall of Fame).                                     | 88       | (en)       |
| 27 mars  | Fay Kanin                           | Scénariste et productrice américaine (Le Chouchou du professeur), ancienne présidente de l'AMPAS.                                           | 95       | (en)       |
| 27 mars  | Gordon Stoker (en)                  | Musicien (pianiste et chanteur) américain, membre des Jordanaires.                                                                          | 88       | (en)       |
| 27 mars  | Stanko Zečević (es)                 | Footballeur espoir bosnien (FK Slavija). | 18       | (sr)       |
| 28 mars  | Jean-Paul Bonnaire                  | Acteur français. | 69       | (fr).      |
| 28 mars  | George Box                          | Statisticien britannique, membre de la Royal Society.                                                                                       | 93       | (en)       |
| 28 mars  | Guelor Dibulana                     | Footballeur international congolais (Daring Club Motema Pembe).                                                                             | 24       |            |
| 28 mars  | Richard Griffiths                   | Acteur britannique (série des Harry Potter, Pirates des Caraïbes, Gandhi) (OBE).                                                            | 65       | (en)       |
| 28 mars  | Soraya Jiménez                      | Haltérophile mexicaine, championne olympique en 2000 (-58 kg).                                                                              | 35       |            |
| 28 mars  | Hugh McCracken                      | Musicien (guitariste de rock) américain, a collaboré avec Paul McCartney, John Lennon, Wings et Yoko Ono.                                   | 60       | (en)       |
| 28 mars  | Ciro Nogueira                       | Homme politique brésilien. | 79       | (pt)       |
| 28 mars  | Yuriy Radonyak                      | Boxeur soviétique, médaillé olympique en 1960 (poids welters).                                                                              | 77       | (ru)       |
| 28 mars  | Boris Strel                         | Skieur slovène, médaillé aux Championnats du Monde 1982.                                                                                    | 53       |            |
| 28 mars  | Robert Zildjian                     | Fabricant canadien d'instruments de musique, fondateur de la marque de cymbales Sabian.                                                     | 79       | (en)       |
| 29 mars  | Amar Bentoumi                       | Avocat, militant de l'indépendance algérienne et homme politique algérien.                                                                  | 90       |            |
| 29 mars  | Anton Bühler                        | Cavalier suisse, double médaillé olympique en 1960.                                                                                         | 90       | (en)       |
| 29 mars  | Reid Flair                          | Catcheur américain, fils du catcheur Ric Flair.                                                                                             | 25       |            |
| 29 mars  | Reginald Gray                       | Peintre portraitiste irlandais. | 82       | (en)       |
| 29 mars  | Enzo Jannacci                       | Auteur-compositeur-interprète, acteur et humoriste italien.                                                                                 | 77       | (it)       |
| 29 mars  | Liu Kang (en)                       | Footballeur puis entraîneur chinois (Guangzhou Evergrande).                                                                                 | 52       | (zh)       |
| 29 mars  | Ralph Klein                         | Journaliste et homme politique canadien. premier ministre de l'Alberta de 1992 à 2006 (OC).                                                 | 70       |            |
| 29 mars  | Christian Müller                    | Psychiatre, enseignant et écrivain suisse.                                                                                                  | 91       |            |
| 29 mars  | Salah Teskouk                       | Acteur français. | 77       | (fr)       |
| 29 mars  | Art Phillips (en)                   | Homme politique canadien, député et 32e maire de Vancouver.                                                                                 | 82       | (en)       |
| 30 mars  | Brian Ackland-Snow                  | Chef décorateur anglais, oscarisé en 1987 pour Chambre avec vue.                                                                            | 72       | (en)       |
| 30 mars  | Franco Califano                     | Chanteur, musicien et acteur italien. | 74       | (it)       |
| 30 mars  | Paul Halter                         | Résistant et déporté juif, belge. | 92       |            |
| 30 mars  | Luis Martínez Noval                 | Homme politique espagnol, ancien ministre du Travail.                                                                                       | 65       | (es)       |
| 30 mars  | Samueli Naulu                       | Joueur fidjien de rugby à XV (USA Perpignan).                                                                                               | 31       |            |
| 30 mars  | Francisco Javier Lopez Peña         | Chef militaire espagnol d'ETA, dit "Thierry".                                                                                               | 54       |            |
| 30 mars  | Phil Ramone                         | Ingénieur du son, réalisateur artistique et violoniste américain, un des pionniers du CD dans l'industrie musicale.                         | 79       |            |
| 30 mars  | Valery Sergueïévitch Zolotoukhine   | Acteur de cinéma et de théâtre russe. | 71       | (en)       |
| 31 mars  | Charles-Amarin Brand                | Évêque français, archevêque de Strasbourg de 1984 à 1997.                                                                                   | 92       |            |
| 31 mars  | Helena Carroll                      | Actrice écossaise. | 84       |            |
| 31 mars  | Dimitri Ouchaykin (en)              | Joueur de hockey russe (HK Ertis Pavlodar, Amour Khabarovsk), décédé à la suite d'une mise en échec en match.                               | 32       |            |
| 31 mars  | Ahmad Sayyed Javadi (en)            | Homme politique iranien, ancien ministre de l'Intérieur et ministre de la Justice.                                                          | 95       | (en)       |
| 31 mars  | Ronnie Ray Smith                    | Athlète (sprint) américain, champion olympique du 4X100m en 1968.                                                                           | 64       | (en)       |